# Consonne nasale bilabiale voisée
La consonne nasale bilabiale voisée est un son consonantique fréquent dans de nombreuses langues. Le symbole dans l'alphabet phonétique international est [m].
Dans certaines langues, comme les langues slaves (on parle alors de consonne mouillée), il peut être palatalisé [mʲ].

## Caractéristiques
Voici les caractéristiques de la consonne nasale bilabiale voisée :
- Son mode d'articulation est occlusif, ce qui signifie qu'elle est produite en obstruant l’air du chenal vocal.
- Son point d’articulation est bilabial, ce qui signifie qu'elle est articulée avec les deux lèvres.
- Sa phonation est voisée, ce qui signifie que les cordes vocales vibrent lors de l’articulation.
- C'est une consonne nasale, ce qui signifie que l’air peut s’échapper par le nez.
- C'est une consonne centrale, ce qui signifie qu’elle est produite en laissant l'air passer au-dessus du milieu de la langue, plutôt que par les côtés.
- Son mécanisme de courant d'air est égressif pulmonaire, ce qui signifie qu'elle est articulée en poussant l'air par les poumons et à travers le chenal vocatoire, plutôt que par la glotte ou la bouche.

## En français
Le français possède le phonème /m/, notamment présent dans le mot /mɛzɔ̃/ (« maison »).
Il correspond à la lettre graphique « m » qui n'est pas toujours prononcée. Dans le mot bombe, le « m » sert à marquer la nasalisation de la voyelle.

## Dans les autres langues
L'italien possède le [m], par exemple dans les mots mano, amare et campo.
- ﻡ en arabe
- м en biélorusse, bulgare, macédonien, russe, serbe, et ukrainien.
- מ en hébreu
- մ en arménien
- მ en géorgien
- ㅁ en coréen